# Parkstetten
Parkstetten település Németországban, azon belül Bajorországban. Lakosainak száma 3355 fő (2023. december 31.).

## Népesség
A település népessége az elmúlt években az alábbi módon változott:
| Lakosok száma | 431  | 991  | 1704 | 2249 | 3029 | 3085 | 3123 | 3158 | 3309 | 3355 |
|               | 1875 | 1950 | 1975 | 1987 | 2012 | 2014 | 2016 | 2017 | 2021 | 2023 |